# Psammocyclopina hindleyi
Psammocyclopina hindleyi is een eenoogkreeftjessoort uit de familie van de Psammocyclopinidae. De wetenschappelijke naam van de soort is voor het eerst geldig gepubliceerd in 1967 door Wells.